# Rotulus

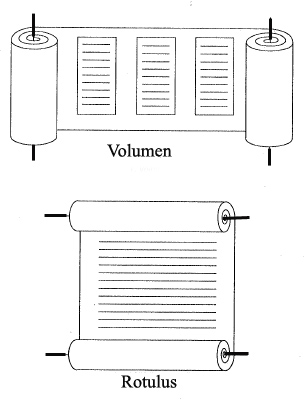
Volumen și rotulus

Rotulus  este o bucată rotundă și flexibilă, desfășurată vertical, predestinată pentru desene, scriere, sau pentru a se trimite cu solii din Antichitate. Are rol de Mesagerie iar în Antichitate se folosea în școlile latine și-n biblioteci.
Dacă este desfășurată orizontal se numește volumen.
Papirusul este rola de hârtie ce se folosea în Egiptul Antic și în Orient .